# Boeing XB-39 Superfortress
Boeing XB-39 Superfortress là một mẫu thử máy bay ném bom của Hoa Kỳ, đây là một chiếc B-29 Superfortress hoán cải để thử nghiệm động cơ.

## Tính năng kỹ chiến thuật (XB-39)
Đặc điểm tổng quát
- Kíp lái: 10
- Chiều dài: 99 ft 0 in (30,18 m)
- Sải cánh: 141 ft 3 in (43,05 m)
- Chiều cao: 27 ft 9 in (8,46 m)
- Diện tích cánh: 1736 ft² (161,3 m²)
- Trọng lượng rỗng: 74.500 lb (33.800 kg)
- Trọng lượng có tải: 120.000 lb (54.000 kg)
- Trọng lượng cất cánh tối đa: 133.500 lb (60.560 kg)
- Động cơ: 4 × Allison V-3420-11, 2.100 hp (1.600 kW)  mỗi chiếc

 Hiệu suất bay 
- Vận tốc cực đại: 405 mph (351 knot, 648 km/h)
- Tầm bay: 6.290 mi (5.460 nm, 10.060 km)
- Trần bay: 35.000 ft (11.000 m)
- Tải trên cánh: 69,12 lb/ft² (337,5 kg/m²)
- Công suất/trọng lượng: 0,073 hp/lb (121 W/kg)

Trang bị vũ khí

- Súng: 

  - 10× Súng máy M2 Browning .50 in (12,7 mm)
  - 1× pháo M2 20 mm (0,787 in)
- Bom: 20.000 lb (9.000 kg)